# Kuwana (Mie)

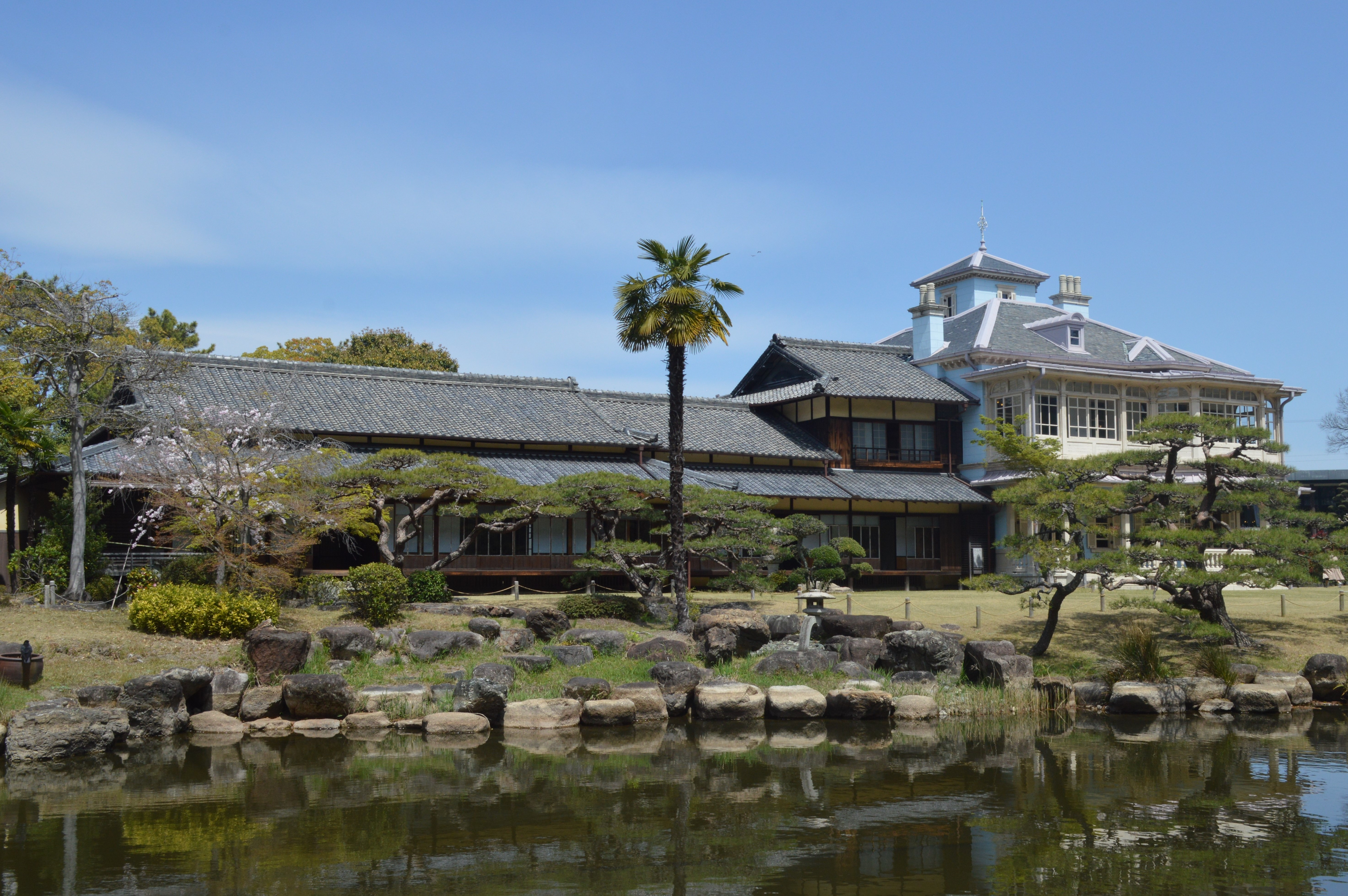
Rokkaen

Kuwana (桑名市 Kuwana-shi?) es una ciudad localizada en la prefectura de Mie, Japón. En junio de 2019 tenía una población de 139.587 habitantes y una densidad de población de 1.021 personas por km². Su área total es de 136,68 km².

## Geografía

### Municipios circundantes
- Prefectura de Mie
  - Yokkaichi
  - Inabe
  - Asahi
  - Kawagoe
  - Tōin
  - Kisosaki
- Prefectura de Aichi
  - Aisai
  - Yatomi
- Prefectura de Gifu
  - Kaizu

## Demografía
Según datos del censo japonés, la población de Kuwana ha aumentado en los últimos años.
| Año del censo | Población |
| ------------- | --------- |
| 1995          | 129.595   |
| 2000          | 134.856   |
| 2005          | 138.963   |
| 2010          | 140.290   |
| 2015          | 140.303   |
| 2020          | 138,613   |